# صندوق پایونیر
صندوق پایونیر (انگلیسی: Pioneer Fund) یک سازمان غیرانتفاعی است که در سال ۱۹۳۷ برای پیشبرد مطالعه علمی وراثت و تفاوت‌های انسانی تأسیس شد. این سازمان ماهیتی نژادپرستانه و برترپنداری نژاد سفید دارد.